# D'Aviz

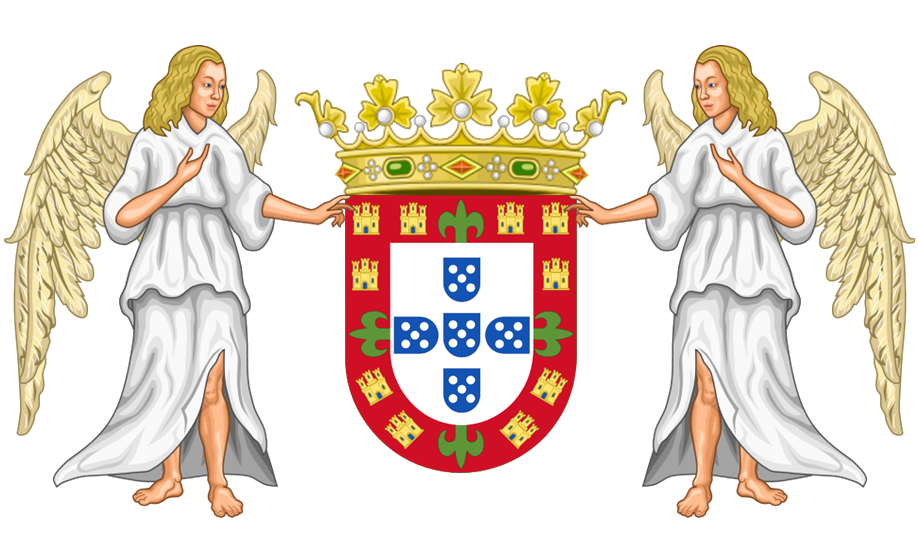
Heraldiskt vapen.

D'Aviz även kallad Oäkta huset Burgund kallas den portugisiska kungadynasti som efter Ferdinand I:s död 1383 kom på tronen med dennes halvbror Johan I, stormästare av Avizorden.